# Les caves du Majestic
Les caves du Majestic (I sotterranei del Majestic) è un film del 1945 diretto da Richard Pottier.
La pellicola, con Albert Préjean nel ruolo di Maigret, è tratta dal romanzo Maigret e il sergente maggiore dello scrittore belga Georges Simenon.

## Trama
Negli scantinati del Majestic, dove sono occupati un po' tutti i lavoratori del grand hotel, il responsabile della caffetteria, Donge, trova il cadavere della signora Petersen, una facoltosa cliente dell'albergo. L'indagine è affidata al commissario Maigret che incontra così tutti i possibili sospetti: dal marito della vittima, uno svedese, a Teddy, il figlio della signora Petersen, dalla sua governante a una ballerina e allo stesso Donge, che è il padre naturale di Teddy.
Il bambino andrà verso il suo vero padre o preferirà restare con il ricco Petersen che lo adora? L'enigma poliziesco e l'enigma sentimentale sono esaminati e risolti da Maigret.